# Adansonia
Adansonia je rod devetih vrst dreves iz družine slezenovk. Ime je dobil po Michelu Adansonu, francoskem prirodoslovcu in raziskovalcu, ki je prvi opisal opičji kruhovec oz. baobab (Adansonia digitata).
Od devetih vrst je šest domorodnih na Madagaskarju, dve sta doma v celinski Afriki in na Arabskem polotoku, ena pa v Avstraliji. Ena od celinskih afriških vrst se pojavlja tudi na Madagaskarju, vendar izvirno ni s tega otoka. V preteklosti je bila prenesena v južno Azijo in v obdobju kolonianizma na Karibe. Raste tudi na  Zelenortskih otokih. Deveta vrsta je bila opisana leta 2012 in raste v goratih predelih južne in vzhodne Afrike. Afriški in avstralski kruhovci so skoraj enaki, ločili so se pred manj kot 100.000 leti. 
Visoki so od 5 do 30 m, premer debla je 7 do 11 m. Baobab iz Glencoe vrste A. digitata v provinci Limpopo v Južni Afriki je veljal za največje živo posamezno drevo, saj ima največji obseg, 47 m, in premer približno 15,9 m. Drevo je zdaj razdeljeno na dva dela, tako da je zdaj največje posamezno drevo sunlandski baobab ali platlandski, tudi v Južni Afriki. Premer drevesa pri tleh je 9,3 m, obseg v prsni višini je 34 m.
Na drevesih Adansonia so šibke letnice, vendar niso zanesljive za določitev starosti drevesa, ker jih je težko prešteti in lahko s starostjo zbledijo. Radiokarbonska analiza je na nekaj posameznih drevesih zagotovila podatke. Vzorec A. digitata je datiran, star je najmanj 1275 let, in je ena najstarejših znanih dreves kritosemenk.

## Habitat
Vrste z Madagaskarja so pomembne za suhe listnate gozdove. V tem biomu sta Adansonia madagascariensis in A. rubrostipa predvsem v gozdu Anjajavy, včasih rasteta iz samega apnenca tsingy. A. digitata je "ikona afriške podrasti". 

## Vrste
Vrste so: 
- Adansonia digitata L. – afriški baobab, opičji kruhovec (zahodna, severovzhodna, osrednja in južna Afrika, Oman in Jemen na Arabskem polotoku, Azija in Penang, Malezija,[9])
- Adansonia grandidieri Baill. – grandidierjev baobab, velikanski baobab (Madagaskar),
- Adansonia gregorii F. Muell. (syn. A. gibbosa) – boab, avstralski baobab, stekleničasto drevo, cream-of-tartar-tree, gouty-stem (severozahodna Avstralija),
- Adansonia kilima Pettigrew, et al. – gorski afriški baobab (vzhodna in južna Afrika),
- Adansonia madagascariensis Baill. – madagaskarski baobab (Madagaskar),
- Adansonia perrieri Capuron – perrierjev baobab (severni Madagaskar),
- Adansonia rubrostipa Jum. & H.Perrier (syn. A. fony) –  baobab fony (Madagaskar),
- Adansonia suarezensis H.Perrier – suareški baobab (Madagaskar),
- Adansonia za Baill. – baobab za (Madagaskar).

## Shranjevanje vode
Kruhovci hranijo vodo v deblu (do 100.000 litrov) in preživijo v hudih sušnih razmerah, odvisno od posamezne regije. Zgodi se, da v suši odpadejo listi.

## Uporaba
Leta 2008 se je povečalo zanimanje za semena ali prah iz suhega sadja.
Nekatere vrste so tudi vir vlaken, barvila in goriva. Avstralski domorodci uporabljajo avtohtone vrste A. gregorii za več izdelkov, izdelujejo vrvi iz koreninskih vlaken in okrasne predmete iz sadja. Velik, votel baobab so južno od Derbyja v zahodni Avstraliji leta 1890 uporabljali za zapor za obsojence na poti v Derby do izreka kazni. Drevo še vedno stoji in je zdaj turistična zanimivost.
Listi A. digitata so užitni kot listna zelenjava. Semena nekaterih vrst so vir rastlinskega olja.
Plod ima žametno lupino in je približno tako velik kot kokos, tehta približno 1,5 kg. Ima kiselkast okus, "nekje med grenivko, hruško in vaniljo". Pravijo, da ima svež sadež okus kot sorbet (sladek peneč prašek z okusom sadja).
Prah posušenega sadeža A. digitata ima okrog 12 % vode in skromne vrednosti posameznih hranil (ogljikovi hidrati, pektin, riboflavin, kalcij, magnezij, kalij, železo in fitosterol) z nizkimi ravnmi beljakovin in maščob. Vsebnost vitamina C je opisana kot spremenljivka v različnih vzorcih in je bila v območju od 74 do 163 mg na 100 g suhega prahu.
V Zimbabveju je sadje tradicionalno živilo, jedo svežega ali zdrobljenega v krhko kašo, da se meša v pijačo. Malavijke delajo izdelke iz baobaba, da bi zaslužile za šolanje svojih otrok.
V Evropski uniji v preteklosti sadje v prahu ni bilo na voljo kot sestavina, zakonodaja leta 1997 je določila, naj se v hrani ne bi uporabljal. Leta 2008 je bila v EU kaša iz suhega sadja odobrena kot varno živilo, pozneje tudi v Združenih državah Amerike. 

### Uporaba v prehrani
Bela praškasta notranjost se lahko uporablja kot sredstvo za zgoščevanje marmelade in omak, sladilo za sadne pijače ali oster okus poleg vroče omake. Sadno celulozo in semena A. grandidieri in A. za jedo sveže. V Tanzaniji suho pulpo A. digitata dodajajo sladkornemu trsu za pomoč vrenju pri varjenju piva. Okus japonske sode pepsi baobab je PepsiCo opisala kot "osvobajajoč".
V Angoli suho sadje običajno kuhajo in juho uporabljajo za sok ali sladoled, znan kot gelado de múcua.

## Ekologija
Kruhovci so pomembni kot območje gnezdišč za ptice, zlasti Telacanthura ussheri (vrsta črnega hudournika) in štirih vrst tkalca (Ploceidae).

## Galerija
- Adansonia digitata pri Thalasseryju, Kanur, Kerala, Indija
- Adansonia suarezensis
- Adansonia grandidieri
- Adansonia gregorii
- Adansonia rubrostipa